# 1984–1985-ös UEFA-kupa
Az 1984–1985-ös UEFA-kupa a kupa 14. szezonja volt. A győztes a spanyol Real Madrid lett, miután a kétmérkőzéses döntőben 3–1-es összesítéssel legyőzte a magyar Videoton csapatát.

## Első kör
| 1. csapat                  | Össz.    | 2. csapat                 | 1. mérk. | 2. mérk. |
| -------------------------- | -------- | ------------------------- | -------- | -------- |
| 1. FC Köln                 | 3–1      | Pogoń Szczecin            | 2–1      | 1–0      |
| AIK Fotboll                | 1–3      | Dundee United FC          | 1–0      | 0–3      |
| AS Monaco FC               | 3–4      | PFK CSZKA Szófia          | 2–2      | 1–2      |
| Bohemian FC                | 3–4      | Rangers FC                | 3–2      | 0–2      |
| FK Dinama Minszk           | 10–0     | HJK Helsinki              | 4–0      | 6–0      |
| FA Red Boys Differdange    | 0-14     | AFC Ajax                  | 0–0      | 0–14     |
| FC Bohemians Praha         | 8–3      | Apollon Limasszol         | 6–1      | 2–2      |
| FC Sion                    | 4–2      | Atlético Madrid           | 1–0      | 3–2      |
| FC Sliven                  | 2–5      | FK Željezničar            | 1–0      | 1–5      |
| FC Vorwärts Frankfurt      | 2–3      | PSV Eindhoven             | 2–0      | 0–3      |
| Fenerbahçe SK              | 0–3      | ACF Fiorentina            | 0–1      | 0–2      |
| FK Dukla Banská Bystrica   | 3–7      | Borussia Mönchengladbach  | 2–3      | 1–4      |
| Glentoran FC               | 1–3      | Standard Liège            | 1–1      | 0–2      |
| KR                         | 0–7      | Queens Park Rangers FC    | 0–3      | 0–4      |
| Lokomotive Leipzig         | 7–3      | Lillestrøm SK             | 7–0      | 0–3      |
| Manchester United FC       | 5–2      | Rába ETO                  | 3–0      | 2–2      |
| Nottingham Forest FC       | 0–1      | Club Brugge               | 0–0      | 0–1      |
| Odense BK                  | 2–7      | FK Szpartak Moszkva       | 1–5      | 1–2      |
| Olimbiakósz                | 3–2      | Neuchâtel Xamax           | 1–0      | 2–2      |
| Östers IF                  | 0–2      | LASK Linz                 | 0–1      | 0–1      |
| Paris Saint-Germain FC     | 6–2      | Heart of Midlothian FC    | 4–0      | 2–2      |
| RSC Anderlecht             | 2–2 (ig) | Werder Bremen             | 1–0      | 1–2      |
| Rabat Ajax                 | 0–4      | FK Partizan               | 0–2      | 0–2      |
| Real Betis                 | 1–1 (bp) | FC Universitatea Craiova  | 1–0      | 0–1      |
| Real Madrid                | 5–2      | FC Wacker Innsbruck       | 5–0      | 0–2      |
| Real Valladolid            | 2–4      | NK Rijeka                 | 1–0      | 1–4      |
| SC Braga                   | 0–9      | Tottenham Hotspur FC      | 0–3      | 0–6      |
| Southampton FC             | 0–2      | Hamburger SV              | 0–0      | 0–2      |
| Sporting Clube de Portugal | 4–2      | AJ Auxerre                | 2–0      | 2–2 (hu) |
| Sportul Studenţesc         | 1–2      | FC Internazionale Milano  | 1–0      | 0–2      |
| Videoton SC                | 1–0      | Dukla Praha               | 1–0      | 0–0      |
| Widzew Łódź                | 2–1      | Aarhus Gymnastik Forening | 2–0      | 0–1      |

## Második kör
| 1. csapat                  | Össz.    | 2. csapat            | 1. mérk. | 2. mérk. |
| -------------------------- | -------- | -------------------- | -------- | -------- |
| ACF Fiorentina             | 3–7      | RSC Anderlecht       | 1–1      | 2–6      |
| AFC Ajax                   | 1–1 (bp) | FC Bohemians Praha   | 1–0      | 0–1      |
| Borussia Mönchengladbach   | 3–3 (ig) | Widzew Łódź          | 3–2      | 0–1      |
| Club Brugge                | 2–4      | Tottenham Hotspur FC | 2–1      | 0–3      |
| FC Universitatea Craiova   | 2–0      | Olimbiakósz          | 1–0      | 1–0      |
| FK Željezničar             | 3–2      | FC Sion              | 2–1      | 1–1      |
| Hamburger SV               | 6–1      | PFK CSZKA Szófia     | 4–0      | 2–1      |
| FC Internazionale Milano   | 4–3      | Rangers FC           | 3–0      | 1–3      |
| LASK Linz                  | 2–7      | Dundee United FC     | 1–2      | 1–5      |
| Lokomotive Leipzig         | 1–3      | FK Szpartak Moszkva  | 1–1      | 0–2      |
| NK Rijeka                  | 3–4      | Real Madrid          | 3–1      | 0–3      |
| Paris Saint-Germain FC     | 2–5      | Videoton SC          | 2–4      | 0–1      |
| PSV Eindhoven              | 0–1      | Manchester United FC | 0–0      | 0–1 (hu) |
| Queens Park Rangers FC     | 6–6 (ig) | FK Partizan          | 6–2      | 0–4      |
| Sporting Clube de Portugal | 2–2 (bp) | FK Dinama Minszk     | 2–0      | 0–2      |
| Standard Liège             | 1–4      | 1. FC Köln           | 0–2      | 1–2      |

## Harmadik kör
| 1. csapat                | Össz.    | 2. csapat                | 1. mérk. | 2. mérk. |
| ------------------------ | -------- | ------------------------ | -------- | -------- |
| FK Szpartak Moszkva      | 1–2      | 1. FC Köln               | 1–0      | 0–2      |
| FC Universitatea Craiova | 2–4      | FK Željezničar           | 2–0      | 0–4      |
| Hamburger SV             | 2–2 (ig) | FC Internazionale Milano | 2–1      | 0–1      |
| Manchester United FC     | 5–4      | Dundee United FC         | 2–2      | 3–2      |
| RSC Anderlecht           | 4–6      | Real Madrid              | 3–0      | 1–6      |
| Tottenham Hotspur FC     | 3–1      | FC Bohemians Praha       | 2–0      | 1–1      |
| Videoton SC              | 5–2      | FK Partizan              | 5–0      | 0–2      |
| Widzew Łódź              | 1–2      | FK Dinama Minszk         | 0–2      | 1–0      |

## Negyeddöntő
| 1. csapat                | Össz.    | 2. csapat        | 1. mérk. | 2. mérk. |
| ------------------------ | -------- | ---------------- | -------- | -------- |
| FK Željezničar           | 3–1      | FK Dinama Minszk | 2–0      | 1–1      |
| FC Internazionale Milano | 4–1      | 1. FC Köln       | 1–0      | 3–1      |
| Manchester United FC     | 1–1 (bp) | Videoton SC      | 1–0      | 0–1      |
| Tottenham Hotspur FC     | 0–1      | Real Madrid      | 0–1      | 0–0      |

## Elődöntő
| 1. csapat                | Össz. | 2. csapat      | 1. mérk. | 2. mérk. |
| ------------------------ | ----- | -------------- | -------- | -------- |
| FC Internazionale Milano | 2–3   | Real Madrid    | 2–0      | 0–3      |
| Videoton SC              | 4–3   | FK Željezničar | 3–1      | 1–2      |

## Döntő
| 1. csapat   | Össz. | 2. csapat   | 1. mérk. | 2. mérk. |
| ----------- | ----- | ----------- | -------- | -------- |
| Videoton SC | 1–3   | Real Madrid | 0–3      | 1–0      |

## Külső hivatkozások
- Hivatalos oldal
- Eredmények az RSSSF.com-on